# Data- og kommunikationsuddannelsen
 Der er for få eller ingen kildehenvisninger i denne artikel, hvilket er et problem. Du kan hjælpe ved at angive troværdige kilder til de påstande, som fremføres i artiklen.

Data- og kommunikationsuddannelsen er fællesbetegnelsen for 5 forskellige erhvervsuddannelser, der varer fra 2 år og 6 måneder og op til 5 år. Uddannelserne kan påbegyndes lige efter folkeskolens afgangseksamen i 9. klasse.
På data- og kommunikationsuddannelsen kan man vælge følgende 5 uddannelsesforløb:
- Datatekniker (5 år)
- Kontorservicetekniker (4 år)
- Teleinstallationstekniker (3 år)
- Telesystemtekniker (4 år)
- It-supporter (2 år og 6 måneder)

Fælles for alle 5 uddannelser er et introduktionsforløb af 20 ugers varighed på en af landets tekniske skoler.
Efter introduktionsforløbet foregår de enkelte uddannelser i mesterlære hos "mester" i den virksomhed der er ens læreplads, og hvor man arbejder som lærling. Undervejs er der 3-6 skoleophold af kortere varighed på teknisk skole. Uddannelserne afsluttes alle med en svendeprøve – og hvis man består svendeprøven, modtager et svendebrev og blive udlært i det pågældende fag.
I 2005 kom i alt 479 i lære i en virksomhed som lærlinge fordelt på de 5 forskellige forløb i data- og kommunikationsuddannelsen.

## Datatekniker
Datatekniker er en 5-årig uddannelse der kan tages efter 9.-klasse. Uddannelsen har tidligere heddet datafagtekniker og, før det, datamekaniker.
Undervejs er der i alt 6 skoleophold. Den tid man ikke er under skoleophold er man enten hos firmaet man er ansat i eller i skolepraktik. Man lønnes henholdsvis af firmaet.
Fra version 8 af uddannelse er IT-supporter og datateknikernes fag blevet opdelt væsentlig, og man skal derfor have valgt om man vil være datatekniker eller IT-supporter fra starten. Man kan dog vente helt frem til 3. hovedforløb med at specialisere sig i én af to to linjer – programmering og infrastruktur. Ved infrastruktur lærer man om serversystemer og netværk. Dvs. generel infrastruktur – Både opsætning, fejlfinding og vedligehold. Dette berører man også på programmeringslinjen, men i knapt så høj grad da den i høj grad er præget af programmeringssprog som C#, Java og C++ (Hovedsageligt C#).
Datateknikeruddannelsen blev revideret grundet det høje frafald og, at den stadig var/er ganske ny.
I 2005 kom i alt 179 i lære i en virksomhed som datateknikerlærlinge. [kilde mangler]
Uddannelsen har tó specialer:
- Datatekniker med speciale i programmering
- Datatekniker med speciale i infrastruktur

## Kontorservicetekniker
Uddannelsen til kontorservicetekniker varer i alt 4 år. Uddannelsen hed før 2006 kontorservicefagtekniker og tidligere kontormaskinmekaniker.
Undervejs er der i alt 6 skoleophold.
Som kontorservicetekniker arbejder man med forskellige maskiner på kontorer, hvor man reparerer og installerer faxmaskiner, printere, fotokopimaskiner og lignende.
I 2005 kom kun 1 i lære i en virksomhed som kontorserviceteknikerlærling.

## Teleinstallationstekniker
Uddannelsen til teleinstallationstekniker der varer i alt 3 år. Uddannelsen hed før 2006 telefagtekniker og tidligere telemekaniker.
Undervejs er der i alt 3 skoleophold.
Som teleinstallationstekniker lærer man det grundlæggende i telesystemteknikeruddannelsen: at installere og montere forskellige former for telekommunikationsudstyr og finde fejl i disse.
I 2005 kom i alt 38 i lære i en virksomhed som teleinstallationsteknikerlærlinge.

## Telesystemtekniker
Uddannelsen til telesystemtekniker varer i alt 4 år. Uddannelsen hed før 2006 telesystemfagtekniker og tidligere telesystemmekaniker.
Undervejs er der i alt 4 skoleophold.
Som telesystemtekniker får man et grundigt kendskab til installation og opsætning af særlige telekommunikationsudstyr. Man arbejder også med at opbygge trådløse netværk.
I 2005 kom i alt 38 i lære i en virksomhed som telesystemteknikerlærlinge.

## It-supporter
Uddannelsen til it-supporter varer i alt 2 år og 6 måneder.
Undervejs er der i alt 3 skoleophold af kortere varighed på teknisk skole.
Som it-supporter kan man de grundlæggende dele af kontorserviceteknikeruddannelsen. Man arbejder med opsætning, opdatering og vedligeholdelse af computere og netværk.
I 2005 kom i alt 223 i lære i en virksomhed som it-supporter-lærlinge.